# Ritacuba Blanco
Ritacuba Blanco – najwyższy szczyt pasma górskiego Sierra Nevada del Cocuy i zarazem kolumbijskiej Kordyliery Wschodniej. Nazywany jest też Ritak'uwa, nazwa ta pochodzi z języka tubylczego ludu Uwa. 
Na szczyt można było wejść od zachodu przez miasto El Cocuy i wioskę Guicán. Podejście było łatwe, ale pogoda bywała zdradliwa, trzeba też było przejść lodowiec. Szczyt znajduje się na terenie Parku Narodowego El Cocuy i od 2017 roku wejście na niego jest zabronione.
Z powodu globalnego ocieplenia, lodowiec na szczycie topnieje bardzo szybko. Cofa się z prędkością 25 metrów rocznie. W 1950 r., lodowiec na Ritacuba Blanco schodził do wysokości 4500 m; w styczniu 2007 r. już trzysta metrów wyżej, ok. 4800 m nad poziomem morza. W tym tempie lodowiec zniknie całkowicie do 2025 r.